# 브래그 법칙
브래그의 법칙(Bragg's Law)은 빛의 회절, 반사에 관한 물리 법칙이다. X선 결정학의 시초이다. 윌리엄 로런스 브래그와 그의 아버지 윌리엄 헨리 브래그가 공동연구하였다.
결정과 같이 주기적인 구조를 가진 물질에 대해 일정한 파장의 빛을 다양한 각도에서 비춰주면, 어느 각도에서는 강한 빛의 반사가 일어나지만 다른 각도에서는 반사가 거의 일어나지 않는 것을 관측할 수 있다.
이것은 물질을 구성하는 원자에 의해 산란된 빛이 결정구조의 반복에 의해 강해지거나 약해지기 때문이다. 브래그의 법칙은 빛의 파장과 결정구조의 폭, 혹은 반사면과 광선이 이루는 각도 사이의 관계를 설명한다.
위 그림은 단색광(하나의 파장으로 이루어진 빛)일 경우를 나타내고 있다. 하지만 백색광(여러 파장이 섞인 빛)이라도 같은 효과를 체험할 수 있다. 실제로, 콤팩트 디스크의 표면에 백색광인 햇빛을 비추면 무지개빛 무늬를 확인할 수 있으며, CD의 방향을 바꿔서 관찰하면 각도에 따라 정해진 빛이 반사되고 있다는 것을 알 수 있다. 이것은 다양한 파장을 가진 빛 중에 그 각도에서 브래그 법칙을 만족하는 빛만이 강하게 반사되고 있기 때문이다.

## 브래그 조건
아래의 공식을 브래그 조건이라고 한다.
{\displaystyle 2d\sin \theta =n\lambda }
여기서, d는 주기 구조의 폭, θ는 결정면과 입사된 빛 사이의 각도, λ는 빛의 파장 n은 정수이다. 이 조건이 만족될 경우 빛은 회절한다. 단 입사각과 반사각은 같다.

### 브래그 조건의 기원
어떤 타입이라도 하나의 단색의 파동은 다음과 같이 각 θ에서의 분리되어 면간거리 d와 더불어 격자 점의 정렬을 보여 준다.

입사된 광선 사이의 경로차가 AC를 따라 있을 것이다. 그리고 반사된 광선은 그 다음 AB와 BC 경로를 따라 각각 반영한다. 이 경로차는 다음과 같다.
만일 이 경로차가 파장의 정수배와 같으면 2개로 분리된 파동은 이와 같은 단계에 있는 점에 도착하고, 간섭을 거칠 것이다. 이것을 수학상 표현하면
그것을 쉽게 보이기 위해서 피타고라스 정리를 사용하면,
또한 이렇게 표현할 수 있다.
구해진 값을 사용하고 구성해 사인꼴의 함수로 나타내면,
그것을 단순화하기 위해서
이로써 브레그 법칙이 제시되었다.

## 같이 보기
- 브래그 평면
- 회절
- 전자 회절
- 구조 인자
- 엑스선결정학
- 엑스선분광학